# ASML
ASML Holding NV (comunemente abbreviato in ASML, che originariamente stava per Advanced Semiconductor Materials Lithography) è una multinazionale olandese fondata nel 1984.
ASML è specializzata nello sviluppo e nella produzione di macchine per fotolitografia utilizzate per produrre chip per computer. Dal 2023 è il più grande fornitore per l'industria dei semiconduttori e l'unico fornitore al mondo di macchine per fotolitografia per litografia ultravioletta estrema (EUV), utilizzate per produrre i chip più avanzati. Nel 2023 ASML è la società tecnologica europea dalla maggiore capitalizzazione di mercato, con circa 270 miliardi.
È quotata alla Borsa di Amsterdam e alla Borsa di New York.

## Storia
È stata fondata nel 1984 come joint venture tra le società olandesi ASM e Philips. Oggi è una società pubblica. Quando la società divenne indipendente nel 1988, si decise che non era auspicabile cambiare il nome e l'abbreviazione ASML divenne il nome ufficiale della società. 
ASML ha messo in commercio il sistema di litografia PAS 5500 nel 1991, che è diventato una piattaforma di grande successo per l'azienda. Il PAS 5500 fu utilizzato per la prima volta da Micron Technology, che era uno dei maggiori produttori mondiali di memoria e archiviazione per computer e all'epoca il più grande cliente di ASML. Il successo della linea PAS 5500 spinse ASML in forte concorrenza con Canon e Nikon, che erano i leader in quell'epoca del mercato della litografia. 
Nel 1997, l'ASML iniziò a studiare un passaggio all'uso dell'ultravioletto estremo e nel 1999 si unì a un consorzio che comprendeva Intel, altri due produttori di chip statunitensi, al fine di sfruttare la ricerca fondamentale condotta dal Dipartimento dell'Energia degli Stati Uniti. Poiché la CRADA con cui opera è finanziata dai contribuenti statunitensi, la licenza deve essere approvata dal Congresso. Collaborò con le belghe Imec e Sematech e in Germania si rivolse alla Carl Zeiss per il bisogno di specchi. 
Nel 2000, ASML ha acquisito il Silicon Valley Group (SVG), un produttore statunitense di apparecchiature di litografia anch'esso autorizzato per i risultati della ricerca EUV, nel tentativo di fornire scanner da 193 nm a Intel Corp. Nel 2002 è diventata il più grande fornitore di sistemi di fotolitografia. 
Alla fine del 2008, ASML ha registrato un forte calo delle vendite, che ha portato la direzione a tagliare la forza lavoro di circa 1.000 persone in tutto il mondo, per lo più lavoratori a contratto e a chiedere il sostegno del fondo nazionale di disoccupazione olandese per prevenire licenziamenti ancora maggiori. Due anni e mezzo dopo, ASML prevedeva entrate da record. 
Nel luglio 2012, Intel ha annunciato un accordo per investire 4,1 miliardi di dollari in ASML in cambio del 15% di proprietà, al fine di accelerare la transizione dai wafer da 300 mm a 450 mm e l'ulteriore sviluppo della litografia EUV. Questo accordo non prevedeva diritti esclusivi sui futuri prodotti ASML e, a partire da luglio 2012, ASML offriva un altro 10% delle azioni ad altre società. Nell'ambito della propria strategia EUV, ASML ha annunciato l'acquisizione del produttore di fonti DUV e EUV Cymer nell'ottobre 2012. Nel novembre 2013, ASML ha sospeso lo sviluppo delle apparecchiature di litografia da 450 mm, citando i tempi incerti della domanda dei produttori di chip. 
Nel 2015, ASML ha subito un furto di proprietà intellettuale. Alcuni dipendenti sono stati sorpresi a rubare dati riservati dalla sua filiale software della Silicon Valley che sviluppa software per l'ottimizzazione delle macchine.
Nel giugno 2016, ASML ha acquisito Hermes Microvision Inc. con sede a Taiwan per circa 3,1 miliardi di dollari per aggiungere tecnologia per la creazione di semiconduttori più piccoli e avanzati. Nel 2018, l'amministrazione Trump ha cercato di bloccare la vendita della tecnologia ASML alla Cina, ma a partire dal 2021, la carenza globale di chip e la "guerra fredda tecnologica" tra Stati Uniti e Cina sono diventate opportunità di business per l’ASML.
Nel novembre 2020, ASML ha rilevato l'azienda tedesca produttrice di vetro ottico Berliner Glas Group per soddisfare la crescente domanda di componenti per i suoi sistemi EUV. Nel luglio 2021, il commissario europeo Thierry Breton ha visitato l'ASML e ha annunciato l'obiettivo di almeno il 20% della produzione mondiale di semiconduttori in Europa entro il 2030 e il sostegno tramite un'Alleanza europea sui semiconduttori. Dopo aver riportato gli utili nel luglio 2021, la società ha dichiarato di avere un quasi monopolio per le macchine utilizzate da TSMC e Samsung Electronics per produrre chip avanzati. 
Nel febbraio 2023, l'ASML ha annunciato che un ex lavoratore in Cina ha rubato informazioni sulla tecnologia dell'azienda. Non era la prima volta che ASML era presumibilmente collegata a una violazione della proprietà intellettuale connessa alla Cina, e quest'ultima violazione è avvenuta nel bel mezzo della guerra commerciale USA-Cina, chiamata anche "chip war". All'epoca, il Dipartimento del Commercio degli Stati Uniti espresse preoccupazione per lo spionaggio economico contro l'ASML. Nell'ottobre 2023, il quotidiano olandese NRC Handelsblad ha riferito che l'ex dipendente che ha rubato dati sulla tecnologia ASML è successivamente andato a lavorare per Huawei. 
Nel marzo 2023 il governo olandese ha imposto restrizioni alle esportazioni di chip per proteggere la sicurezza nazionale.Questa misura ha colpito ASML come una delle aziende più importanti nella catena di fornitura globale di microchip. I requisiti per la licenza di esportazione sono in vigore dal settembre 2023.
Nel giugno 2023, l'Istituto olandese per i diritti umani ha stabilito che, nonostante la costituzione del paese proibisca la discriminazione basata sulla nazionalità, ad ASML è stato consentito respingere domande di lavoro provenienti da residenti di paesi soggetti a sanzioni ai sensi dei regolamenti sull'amministrazione delle esportazioni degli Stati Uniti (come Cuba, Iran, Corea del Nord e Siria) per rimanere conformi alla legge statunitense.
Nel gennaio 2024, il governo olandese ha imposto ulteriori restrizioni alla spedizione di alcune apparecchiature avanzate per la produzione di chip verso la Cina. Il 6 settembre 2024, il governo olandese ha rafforzato i controlli sulle esportazioni di alcune apparecchiature per la produzione di chip da parte di ASML, allineando la sua politica con le restrizioni statunitensi nel limitare l’accesso della Cina alla tecnologia avanzata tra preoccupazioni di sicurezza e geopolitiche.

## Prodotti
L'ASML fornisce ai produttori cinesi di microchip le macchine litografiche a raggi ultravioletti estremi (EUV), componente essenziale brevettato e costituito da elementi chiave prodotti in America.